# Polizeiobermeister
Polizeiobermeister (Abk. POM) ist eine Amtsbezeichnung von Polizeivollzugsbeamten bei der deutschen Polizei in der Laufbahn des mittleren Polizeivollzugsdienstes.
POM sind in die Besoldungsgruppe A 8 eingereiht. Inhaber dieser Amtsbezeichnung haben einen Bewährungsaufstieg von der Amtsbezeichnung Polizeimeister vollzogen. Sie sind Ermittlungspersonen der Staatsanwaltschaft.
Die häufigste Verwendung ist die als Sachbearbeiter im polizeilichen Einzeldienst sowie als Gruppenführer geschlossener Einheiten.
Das Dienstgradabzeichen der Schutzpolizei besteht aus drei hellblauen Sternen auf dunkelblauem Grund. Bei der Wasserschutzpolizei und beim Bundespolizeiamt See sind drei goldene Litzen/Streifen zu je 8 mm auf marineblauem Grund zu sehen. 
Der nächsthöhere Dienstgrad ist Polizeihauptmeister (Besoldungsgruppe A9).
Das Äquivalent zum POM bei der Kriminalpolizei ist die Amtsbezeichnung Kriminalobermeister (KOM). 

Schulterklappen
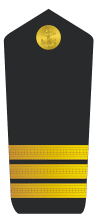
Dienstgradabzeichen der Wasserschutzpolizei
Dienstgradabzeichen der Schutzpolizei

 [1990]